# Varga László (repülőgép-tervező)
Varga László (Mezőcsokonya 1904. március 8. – 1991. január 24. Alameda, Kalifornia, Egyesült Államok) magyar gépészmérnök, repülőgép-tervező.

## Életpálya
A Budapesti Műegyetem elvégzését követően a Székesfehérvári Központi Repülőgép-javító üzem repülőgép-tervezője, üzemmérnöke lett. Tervező munkája mellett az üzem területén aerodinamikai és repülőszerkezeti kísérleteket végzett.
1938-ban a Műegyetemen létesült Aerotechnikai Intézet vezetője, tanári címmel. Az intézetben a nagy sebességű repülőgépek rezgésmentességének vizsgálatával foglalkozott. 1939 közepén az Aerodinamikai Tanszék mellett létrehozták az Aerotechnikai Intézetet, amely az egész magyar. repülés ügyére jelentős hatással volt. A Légügyi Hivatal mérnökeként az intézet vezetője lett. Amikor az intézetet 1943 tavaszán Ferihegyre költöztették, rögtön elkezdték egy Repülőgépek Tanszék szervezését, melynek első vezetője lett. Varga 1947-ben nyugatra távozott, s a tanszék vezetését dr. Rácz Elemér vette át.

## Repülőgépei

### AVIS
1932-ben a Légügyi Hivatal megbízásából Abody Előd és Liszt István mérnökökkel acélcső szerkezetű, kétfedelű, 420 LE-s Jupiter motoros, együléses vadászrepülőgépet tervezett. A repülőgép az AVIS–I nevet kapta. A tervezés folyamatosságát képezte az AVIS – II valamint az AVIS – III. Az AVIS – III már faépítésű felületekkel, 550 LE-s K–9-es motorral lett tervezve.

### Káplár
A  Légügyi Hivatal pályázatára megtervezte a Káplár–I felső-szárnyas iskolagépét. A gépet 105 LE-s MÁVAG-HIRT motor mozgatta. Egyszerű felépítésű, acélcsővázú gép. A két első példány a  Repülő Műszaki Intézet Székesfehérvár-Sóstói üzemében készült. A továbbfejlesztett Káplár–II egyik példánya az Aerotechnikai Intézetetben, a másikat az esztergomi Aero-Evert építette, 

### RMI
Az RMI–1 (RMI – Repülő Műszaki Intézet), más jelzéssel X/H magyar romboló (csatarepülőgép) és felderítő repülőgép. Teljesen fémhéjszerkezetű kialakítása és a légcsavaros gázturbina tervezett alkalmazása miatt a magyar repülőgépgyártás egyik legelőremutatóbb vállalkozása volt. A gázturbinánál jelentkezett műszaki nehézségek miatt csak dugattyús motorral felszerelt prototípusa készült el, mely 1944-ben bombatámadásban megsemmisült.
Az RMI–6 tervezése 1942-ben történt. Erőforrása egy 42 LE-s motor volt. Szúnyog becenevet kapott, együléses, orrkerekes vegyes-építésű gyakorló gép. Futóműveit egy emelő szerkezettel mechanikusan lehetett bevonni. A pilóta szinte hanyatt fekve irányította a szerkezetet, mely 1944-ben bombatámadásban megsemmisült.
Az RMI–3 tervezése 1943-ban történt. Z/G kétmotoros, zuhanó-gyakorló gép. A 105 LE-ős Hirth HM 504-es motort a kisgép szárnyaira építették. Építését a Ferihegyi Repülőkísérleti Műhelyben végezték, mely 1944-ben bombatámadásban megsemmisült.
Az RMI–7 tervezése 1943-ban történt. V/G vegyes építésű, kétüléses gyakorló repülőgép. Egymás melletti üléses, 450 LE-ős Argus AS 410 motorral repült. Az RMI–7 a Me–109 gépre való átképzés céljára épült. Építését a Mátyásföldi Repülőgépgyár Rt. végezte.

## Írásai
Az aerodinamikai és repülőszerkezeti kísérleteket eredményeit több szakkönyvben publikálta.